# NGC 40
NGC 40 (také známá jako Caldwell 2) je planetární mlhovina vzdálená od nás zhruba 4 100 světelných let, nacházející se v souhvězdí Cefea a složená z horkých plynů okolo umírající hvězdy. Hvězda odhodila své svrchní obálky a zmenšila se na bílého trpaslíka o teplotě až 100 000 °C. Její obálky mají 20 000 °C a přibližně jeden světelný rok v průměru. Vědci předpokládají, že za 30 000 let NGC 40 zeslábne a zanechá pouze bílého trpaslíka o velikosti Země. Centrální hvězda by měla být viditelná i v osmipalcovém (20,32 cm) dalekohledu, kdežto ve čtrnáctipalcovém (35,56 cm) uvidíte i mlhovinu, ale ne tak, jak byste si představovali. Je totiž mnohem slabší než například u M57. Mlhovinu objevil William Herschel 25. listopadu 1788.